# Poręba (Stare Gronowo)
Poręba – część wsi Stare Gronowo w Polsce, położona w województwie pomorskim, w powiecie człuchowskim, w gminie Debrzno.
W latach 1975–1998 Poręba administracyjnie należała do województwa słupskiego.